# (2680) Mateo
(2680) Mateo (1975 NF) – planetoida z pasa głównego asteroid okrążająca Słońce w ciągu 3,73 lat w średniej odległości 2,4 j.a. Odkryta 1 lipca 1975 roku.